# Johann II. zu Putlitz
Johann zu Putlitz († 1331) war 1304–1308 Pfarrer an St. Johannis in Hitzacker, 1306–1314 Domherr in Lübeck, ab 1317–1322 Domherr zu Schwerin, ab 1322 Dompropst in Verden  und schließlich von 1322 bis 1331 als Johann II. Bischof im Bistum Schwerin.

## Leben
Sein Vater stammte aus der besonders in der Prignitz aber auch in Mecklenburg begüterten Familie Gans Edle Herren zu Putlitz. Sein Vater hieß ebenfalls Johann.
Bevor er 1317 Domherr zu Schwerin wurde, war er bereits ab 27. August 1304 Pfarrer in Hitzacker und ab 11. Dezember 1304 Vikar in Lübeck. Vom 14. März 1306 bis zum 2. Februar 1314 dann Domherr in Lübeck und ab 15. Februar 1322 noch Dompropst in Verden. In Schwerin stiftete er 1317 eine kleine Dompräbende und leistete vom 9. Dezember 1318 bis zum 8. Dezember 1319 Annatenzahlungen für seine Schweriner Pfründe.
Wann das Domkapitel in Schwerin aus seiner Mitte den Domherrn Johann Gans, Edlen zu Putlitz zum Nachfolger Bischof Hermanns II. von Maltzan als neuen Bischof wählte, ist nicht bekannt. Es muss aber noch 1322 erfolgt sein, denn am 5. März 1322 nennt sich Johann Gans bereits van der gnade godes bischop tu Zwerin koren vnde stedegt. Bischof Johann versprach dem Fürst Heinrich von Mecklenburg von den bischöflichen Stiftsschlössern Bützow und Warin, wenn er sie wieder in Besitz bekommen sollte, keinen Schaden wegen der Forderungen des Bistums zu tun. Eine Bestätigung durch den zuständigen Erzbischof Jens Grand von Bremen erfolgte, vonseiten des päpstlichen Stuhles wohl nicht. Auch der Tag der Bischofsweihe und des Konsekrators bleibt unbekannt. Möglicherweise empfing der neue Bischof seine Weihe bereits vor dem 4. Juni 1323, da Fürst Heinrich von Mecklenburg ihn an diesem Tage bereits als venrabilis pater ac dominus noster  dominus Johannes episcopus Zweriensis bezeichnete und er vor dem 4. Juni 1323 schon seinen Bischofssiegel gebrauchte. Als Bischof weihte er am 17. April 1325 den Hochaltar der neu errichteten Nikolaikirche in Quetzin.
Die Regierungszeit Bischof Johanns II. war anfangs recht unruhig, da noch manche Schwierigkeiten seines Amtsvorgängers Bischof Hermann II. von Maltzan zu bereinigen waren. Der Streit mit der größten Stadt in seinem Bistum, mit Rostock, wegen des niedergelegten Petriturmes mit der Kirchenstrafe und der Kirche Warnemünde waren zu beenden. Nach der Aufhebung des Interdiktes verbesserten sich zwar die Verhältnisse zum Bistum. Doch es gab neue Schwierigkeiten auf Rügen, im nordöstlichen Teil des Bistums. Nach dem Aussterben der einheimischen Fürstenfamilie beanspruchten die Schweriner Bischöfe das Territorium als ihr Erbe. Den Ausgang des Prozesses am päpstlichen Hof in Avignon erlebte Bischof Johann nicht mehr.
Neue Schwierigkeiten ergaben sich bei der Gründung des Klarissenklosters Ribnitz, nach heftigem Widerstand der Stadt griff dort sogar der päpstliche Stuhl ein. Trotz mancher Bedenken stimmte Bischof Johann der Stiftung des Klarissenklosters zu und vollzog am 4. Februar 1330 die Weihe der Klosterkirche.
Aus den Beschlüssen der Provinzialsynode der Bremer Kirchenprovinz vom 4. November 1328 zu Stade war zu entnehmen, dass Bischof Johann auch innerkirchlich nach Kräften seinem Amt gerecht wurde.
Am 14. März 1331 wurde Bischof Johann letztmals urkundlich erwähnt. Er dürfte bald danach verstorben sein, da sein Nachfolger Ludolf von Bülow bereits am 30. Juli 1331 vom Erzbischof Burchard Grelle von Bremen bestätigt wurde. Todestag und Ort sowie seine Grabstätte sind nicht bekannt.
Nachfolger von Bischof Johann II. zu Putlitz wurde der Neffe Bischof Gottfrieds II. von Bülow, dessen Ziehkind Ludolf von Bülow.

## Siegel

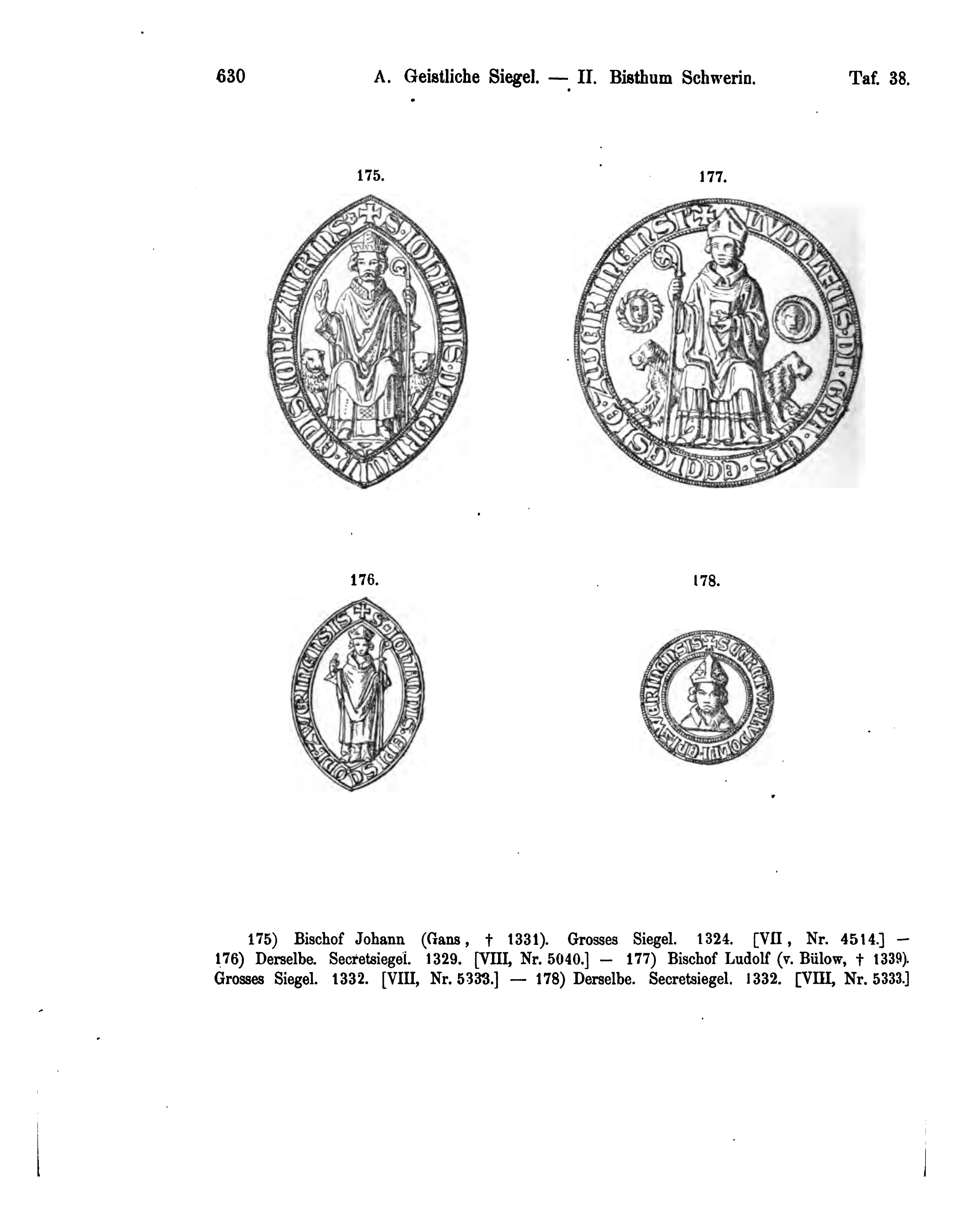
Siegel des Bischofs Johann Gans (oben)

Bischof Johann II. führte zwei Siegel. Im großen elliptische Siegel einen sitzenden Bischof in Pontifikalgewändern, in der Linken den Bischofsstab mit der einwärts zeigenden Krümme haltend, die Rechte segnend erhoben. 
Die Umschrift lautet: S JOHANNIS DEI GRACIA EPISCOPI ZWERINS
Das ebenfalls elliptische Secretsiegel zeigt einen stehenden Bischof, ebenfalls in Pontifikalgewändern, den Stab in der Linken mit nach außen gerichteter Krümme, die Rechte segnend erhoben.
Die Umschrift lautet: S JOHANNIS EPISCOPI ZWERINENSIS